# National Super Alliance
La NAtional Super Alliance meglio conosciuta come NASA, è una coalizione formata dai principali partiti dell'opposizione socialdemocratica al presidente Uhuru Kenyatta, che ha sostenuto la candidatura di Raila Odinga del Movimento Democratico Arancione, in occasione delle presidenziali del 2017.

## Principali partiti membri
| Partito                                             | Collocamento politico | Ideologia                              | Leader          |
| --------------------------------------------------- | --------------------- | -------------------------------------- | --------------- |
| Movimento Democratico Wiper                         | centro-sinistra       | socialdemocrazia                       | Kalonzo Musyoca |
| Movimento Democratico Arancione                     | centro-sinistra       | - liberaldemocrazia - socialdemocrazia | Raila Odinga    |
| Forum per la Restaurazione della Democrazia - Kenya | centro-sinistra       | socialdemocrazia                       | Moses Wetangula |
| Coalizione Nazionale Arcobaleno                     | centro-sinistra       | socialdemocrazia                       | Charity Ngilu   |

## Manifesto
Di seguito i sette punti principali del manifesto programmatico della coalizione, che ricalca grosso modo il manifesto della Coalizione per le Riforme e la Democrazia, che sostenne la candidatura di Raila Odinga alle  presidenziali del 2013:
1. Sicurezza alimentare
2. Valori  progressisti
3. Combattere i cartelli
4. Creazione di posti di lavoro
5. Diminuzione del debito pubblico
6. Assistenza sanitaria pubblica
7. Istruzione accessibile a tutti